# ۲۹ شعبان
۲۹ شعبان، بیست و نهمین روز از ماه شعبان در تقویم هجری قمری است.
در تقویم هجری قمری قراردادی این روز دویست و سی و ششمین روز سال است.